# Église Saint-Jacques de Reims
Pour les articles homonymes, voir Église Saint-Jacques.
 (août 2010).
Si vous disposez d'ouvrages ou d'articles de référence ou si vous connaissez des sites web de qualité traitant du thème abordé ici, merci de compléter l'article en donnant les références utiles à sa vérifiabilité et en les liant à la section « Notes et références ».
L'église Saint-Jacques est, après la basilique Saint-Remi, la plus ancienne église conservée de Reims, sa construction remonte au XIIe siècle.

## Histoire
En 1183 Guillaume aux Blanches Mains octroyait d'anciennes terres maraîchères pour l'installation d'une nouvelle communauté, en 1190 l'érection de la nouvelle église de Saint-Jacques-le-Majeur commence. Le toit fut fini en 1270. Un agrandissement se fit en 1548 dans le chœur et les chapelles latérales avec des peintures en grande partie disparues. La tour gothique ayant été détruite par une tempête en 1711, le nouveau clocher est à lanternon de style Louis XIV. Le cimetière était en haut de la place de la Couture.
De 1793 à 1802 l'église sert d'écurie et de caserne. Narcisse Brunette est l'architecte qui fit des restaurations en 1854 ; il y adjoint des parties comme la sacristie au transept nord. Cet ensemble fait l’objet d’un classement au titre des monuments historiques depuis le 8 juillet 1912.
Avant son décès, Edmond Duval († 1873) était organiste de cet établissement.
Ayant subi de grands dégâts pendant la Première Guerre mondiale, c'est sur cet édifice que Henri Deneux mit en place en 1920-1921 une charpente en éléments de ciment armé assemblés et démontables, procédé qu'il utilisa par la suite sur la cathédrale de Reims dans des dimensions beaucoup plus importantes. Le clocher fut simplement consolidé. L'église fut rouverte au culte le 26 mars 1922, en présence de l'archevêque de Reims même si les réparations ne prirent fin qu'en 1932.

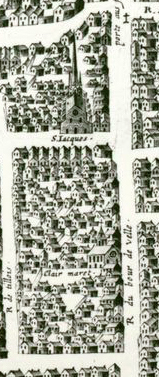
Avec son clocher en 1618, plan Picart,
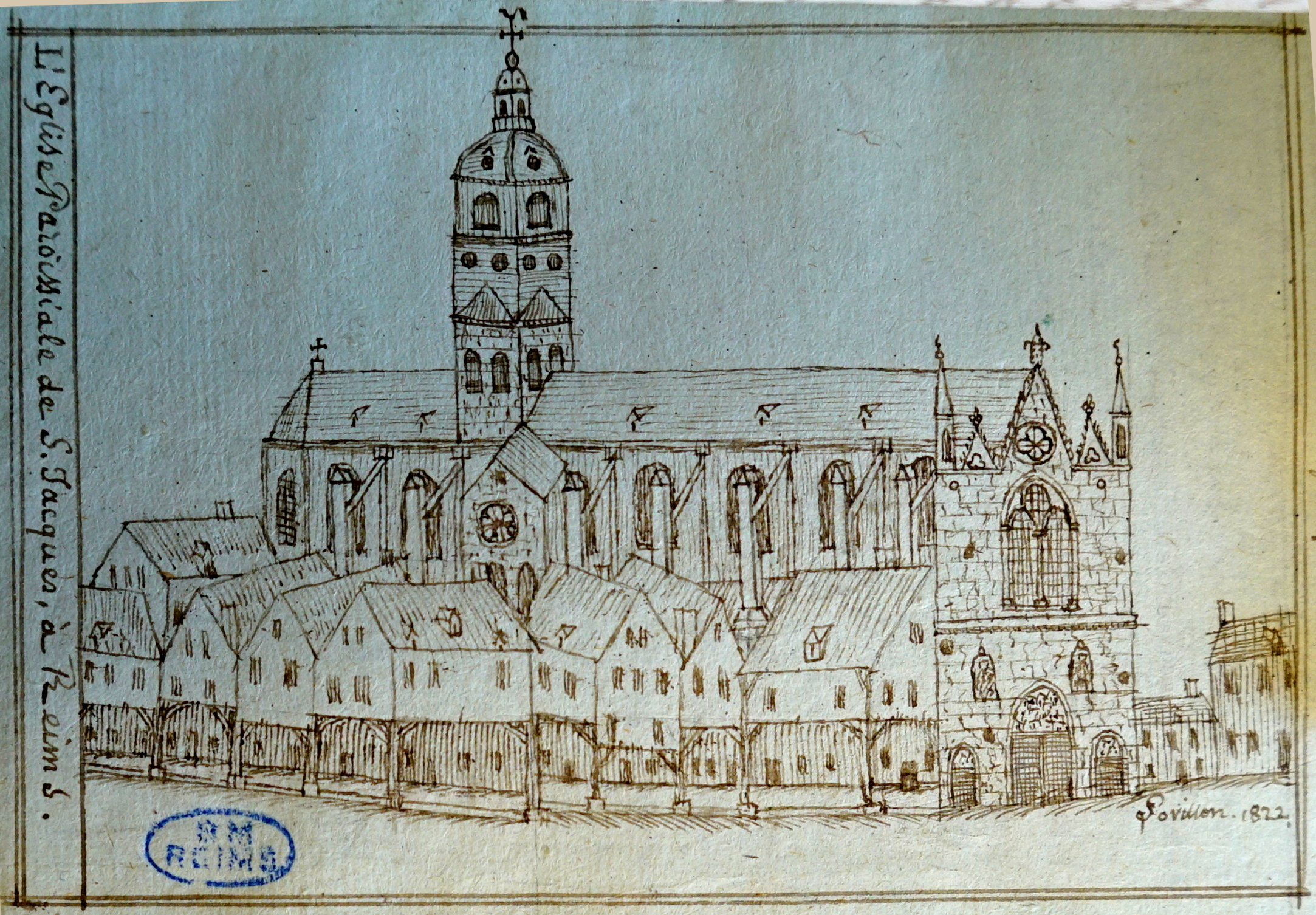
l'église début XIXe avec ses maisons de bois formant galerie,
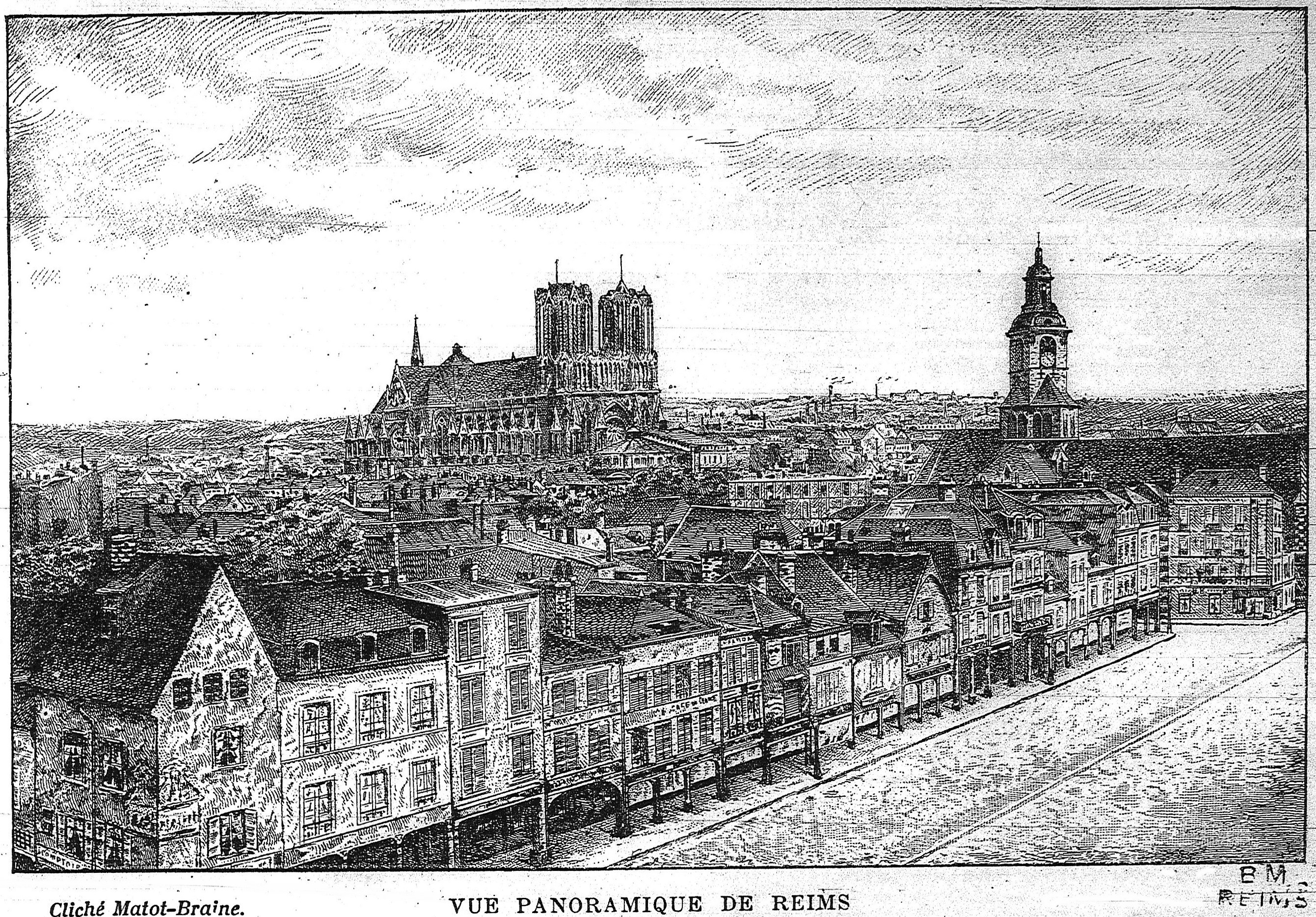
sur la place D'Erlon et de la cathédrale, fin XIXe siècle.

## Description
L'église, située à l'angle des rues de Vesle et rue Marx-Dormoy possède une très sobre façade aveugle percée de trois portails, une nef du XIIe siècle et un chevet du XVIe siècle. De 1965 à 1969, elle a reçu des vitraux contemporains de Joseph Sima, peintre tchèque ayant appartenu au Grand Jeu, et des vitraux de Maria Elena Vieira Da Silva sont installés entre 1996 et 1997. Son clocher à lanterne, détruit pendant la Première Guerre mondiale, a été reconstruit de 1987 à 1994. De nouveaux vitraux de Benoît Marq sont mis en place en 2010.

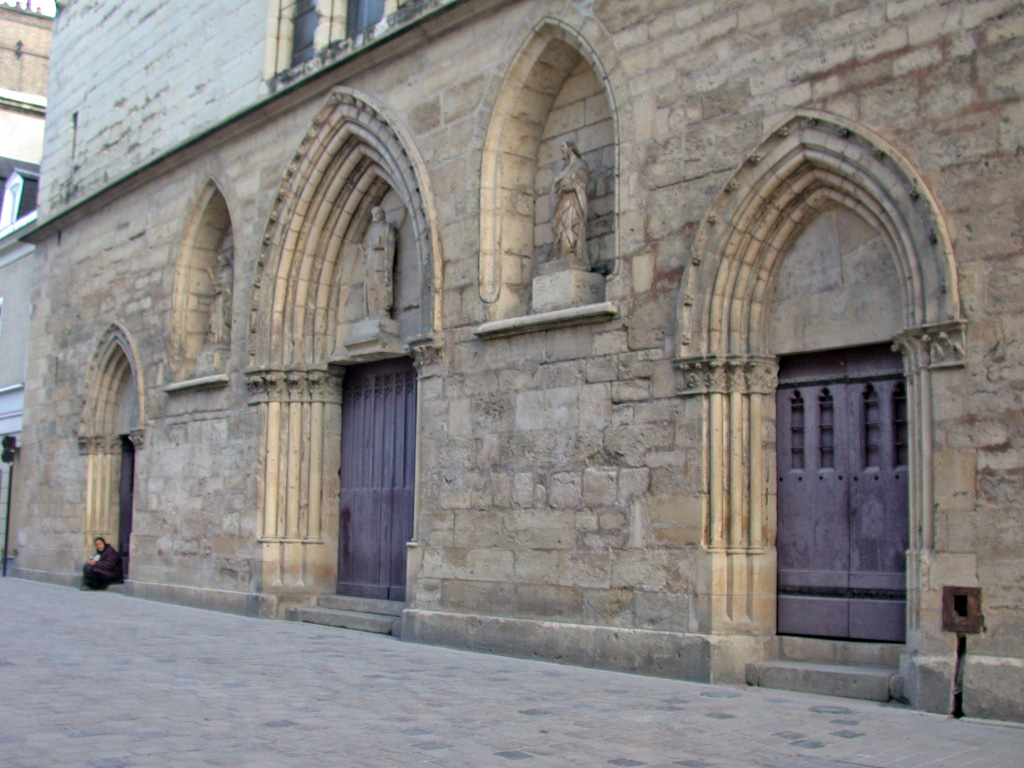
La façade rue Marx-Dormoy et ses trois portails.
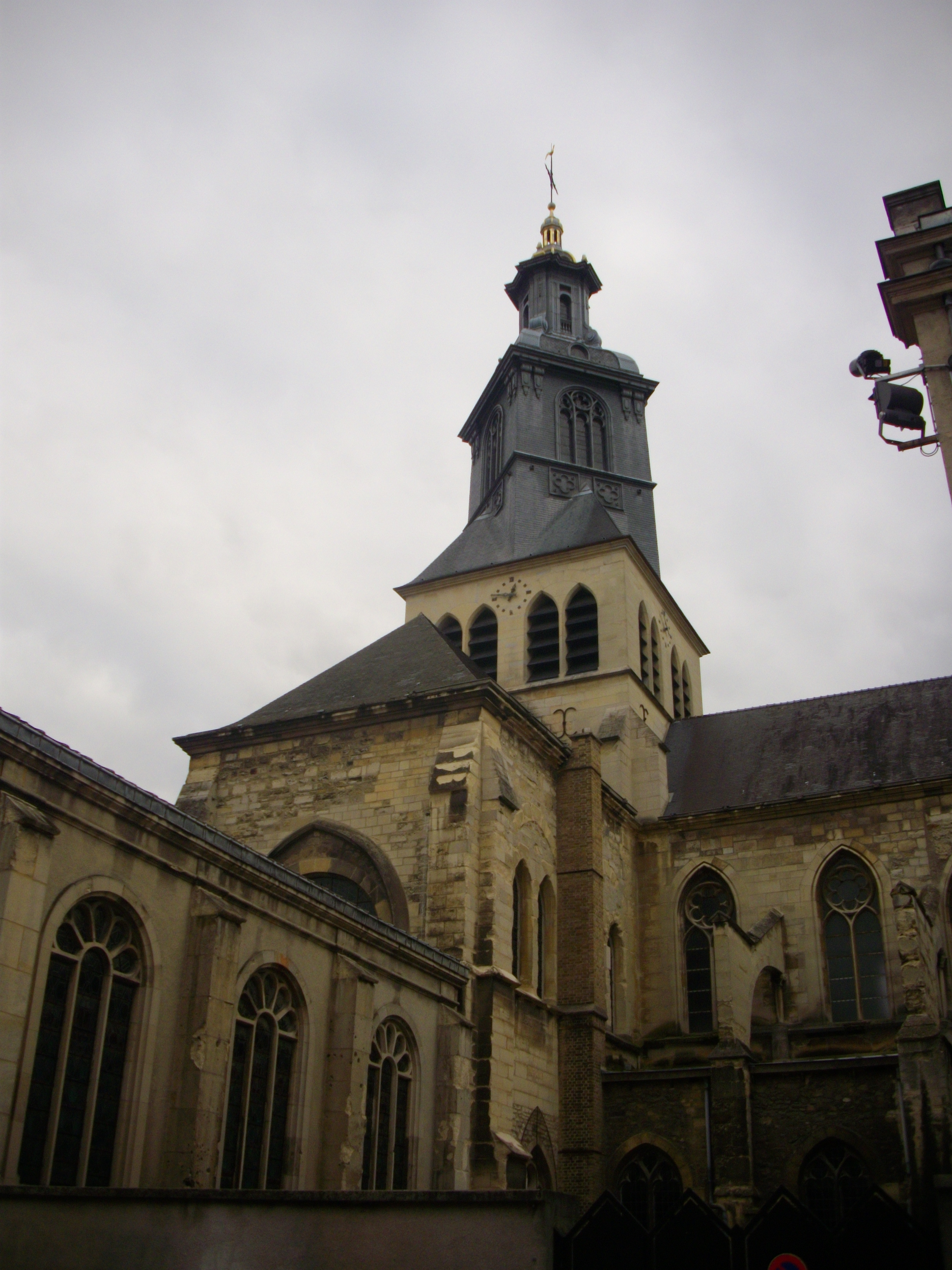
Rue Condorcet.
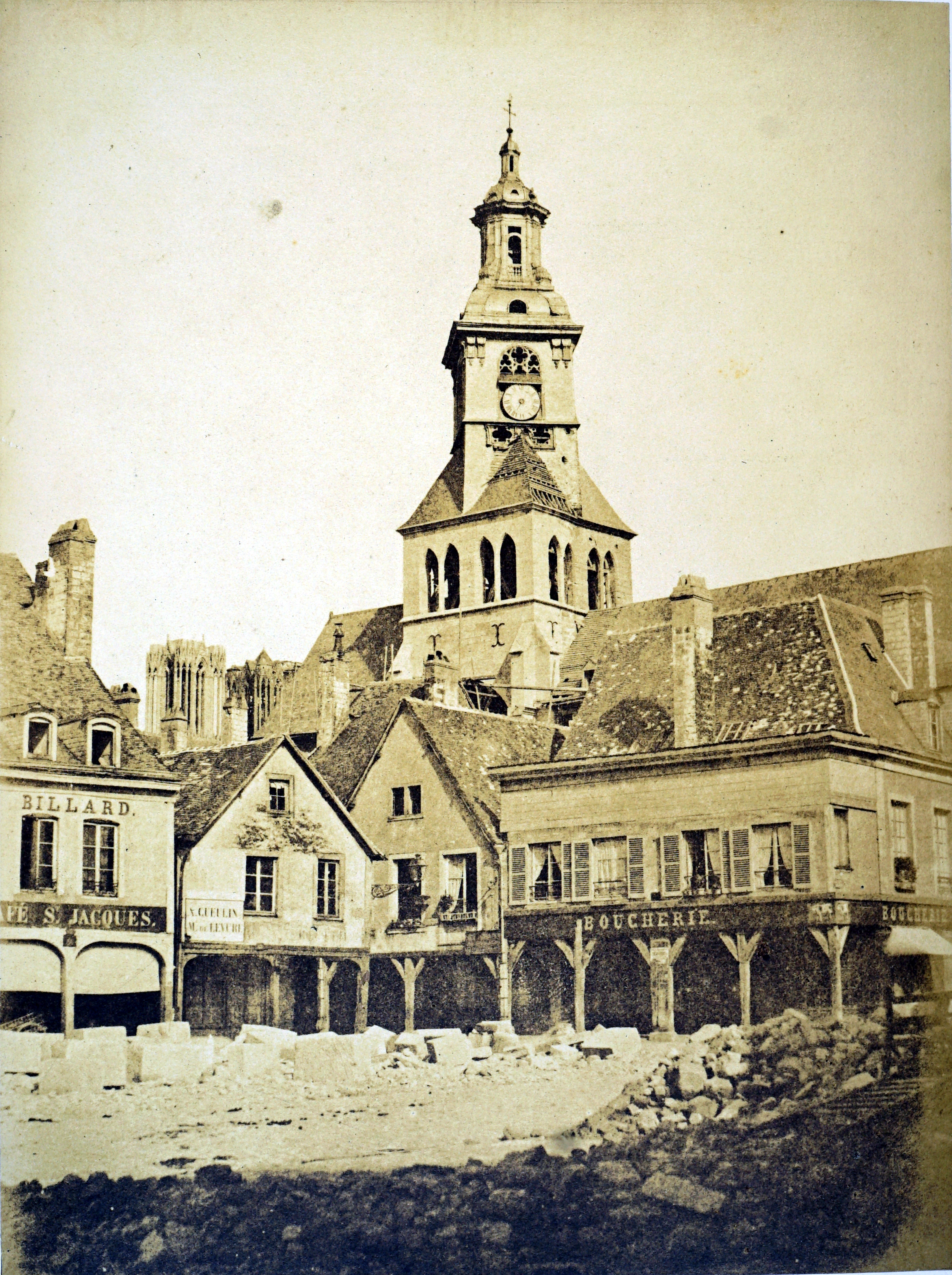
Sur la place, fin XIXe siècle.
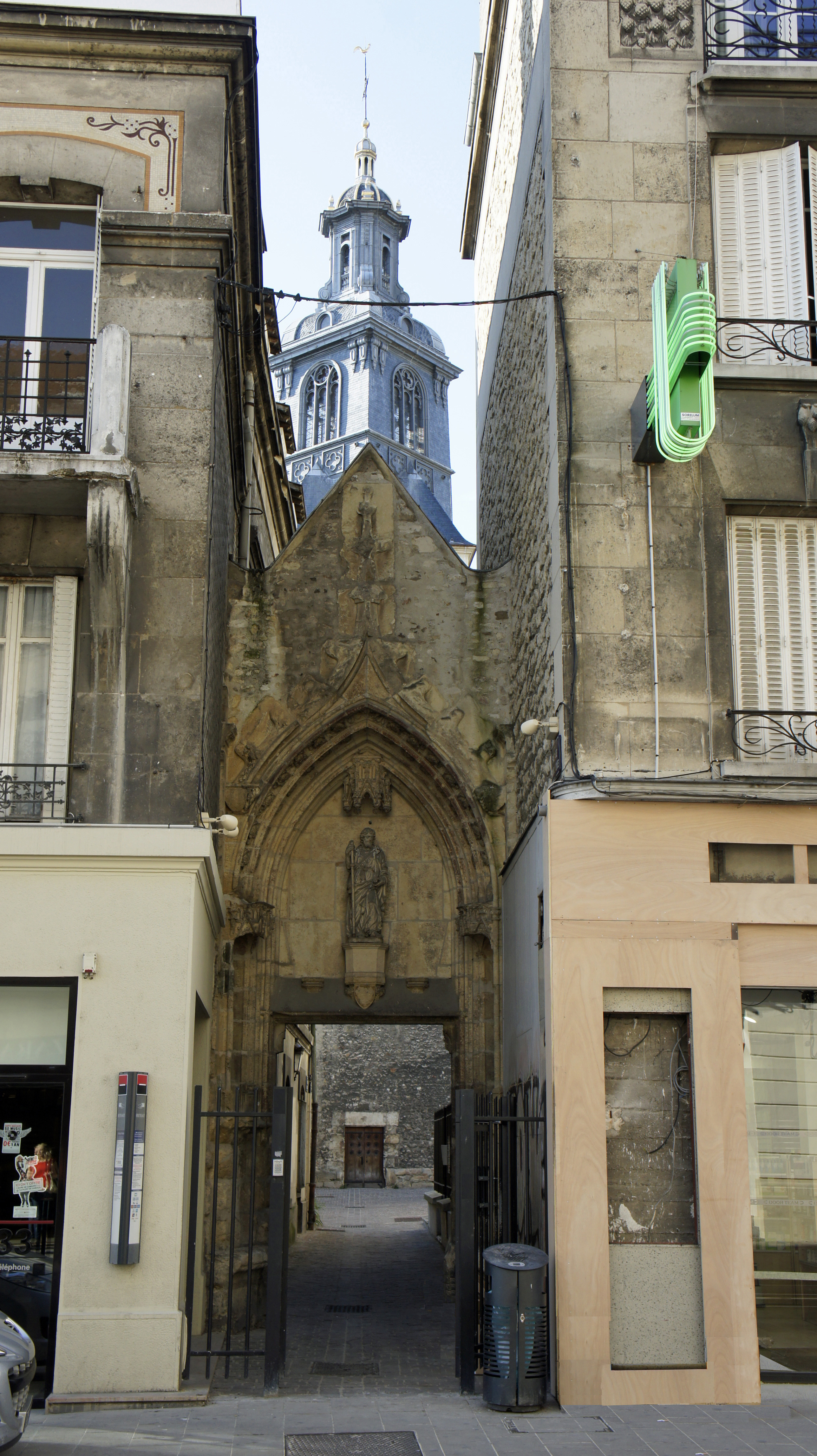
Portail d'accès depuis la rue de Vesle.

## Les orgues
L'église Saint-Jacques a abrité un grand orgue symphonique de l'organier belge Pierre Schyven, composé de 43 jeux au XIXe siècle. Malheureusement il fut détruit lors de la Première Guerre mondiale.
Le grand orgue néoclassique actuel a été construit en 1962 par Georges Danion, de la maison Danion-Gonzalez, venant de l'église anglicane de Paris. Il fut réinstallé en 1975 et restauré en 1977. Il comporte 3 claviers, et dispose de 41 registres (dont 35 jeux réels) En voici la composition :
| I - Grand-Orgue   | II - Positif    | III - Récit Expressif | Pédale       |
| ----------------- | --------------- | --------------------- | ------------ |
| Bourdon 16'       | Diapason 8'     | Cor de Nuit 8'        | Soubasse 16' |
| Montre 8'         | Bourdon 8'      | Dulciane 8'           | Principal 8' |
| Flûte à Fuseau 8' | Prestant 4'     | Voix Céleste 8'       | Bourdon 8'   |
| Prestant 4'       | Flûte 4'        | Flûte 4'              | Principal 4' |
| Flûte 4'          | Doublette 2'    | Nasard 2 2/3          | Flûte 4'     |
| Doublette 2'      | Larigot 1 1/3   | Octavin 2'            | Principal 2' |
| Plein-Jeu V       | Sesquialtera II | Tierce 1 3/5          | Bombarde 16' |
| Trompette 8'      | Plein Jeu III   | Mixture V             | Trompette 8' |
| Clairon 4'        | Cromorne 8'     | Cymbale IV            | Clairon 4'   |
|                   | Chalumeau 4'    | Bombarde 16'          |              |
|                   |                 | Trompette 8'          |              |
|                   |                 | Hautbois 8'           |              |
|                   |                 | Clairon 4'            |              |

## Galerie d'images

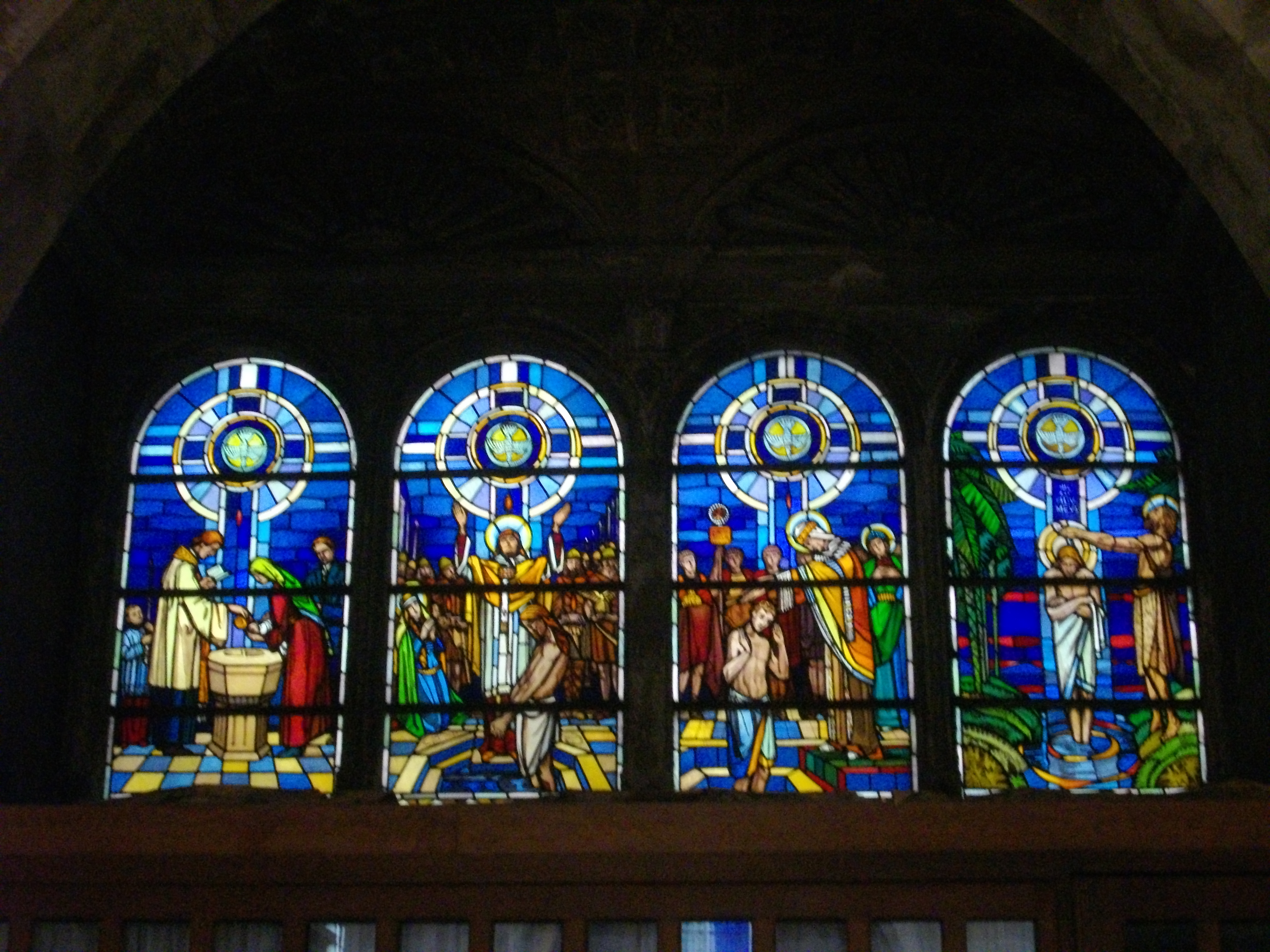
vitraux,
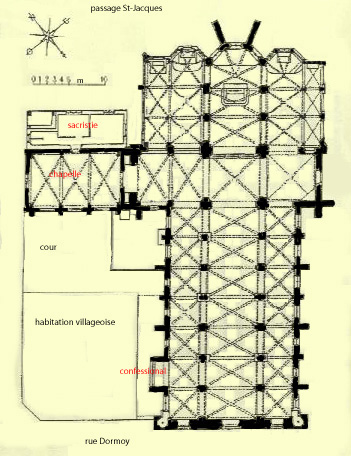
Plan.
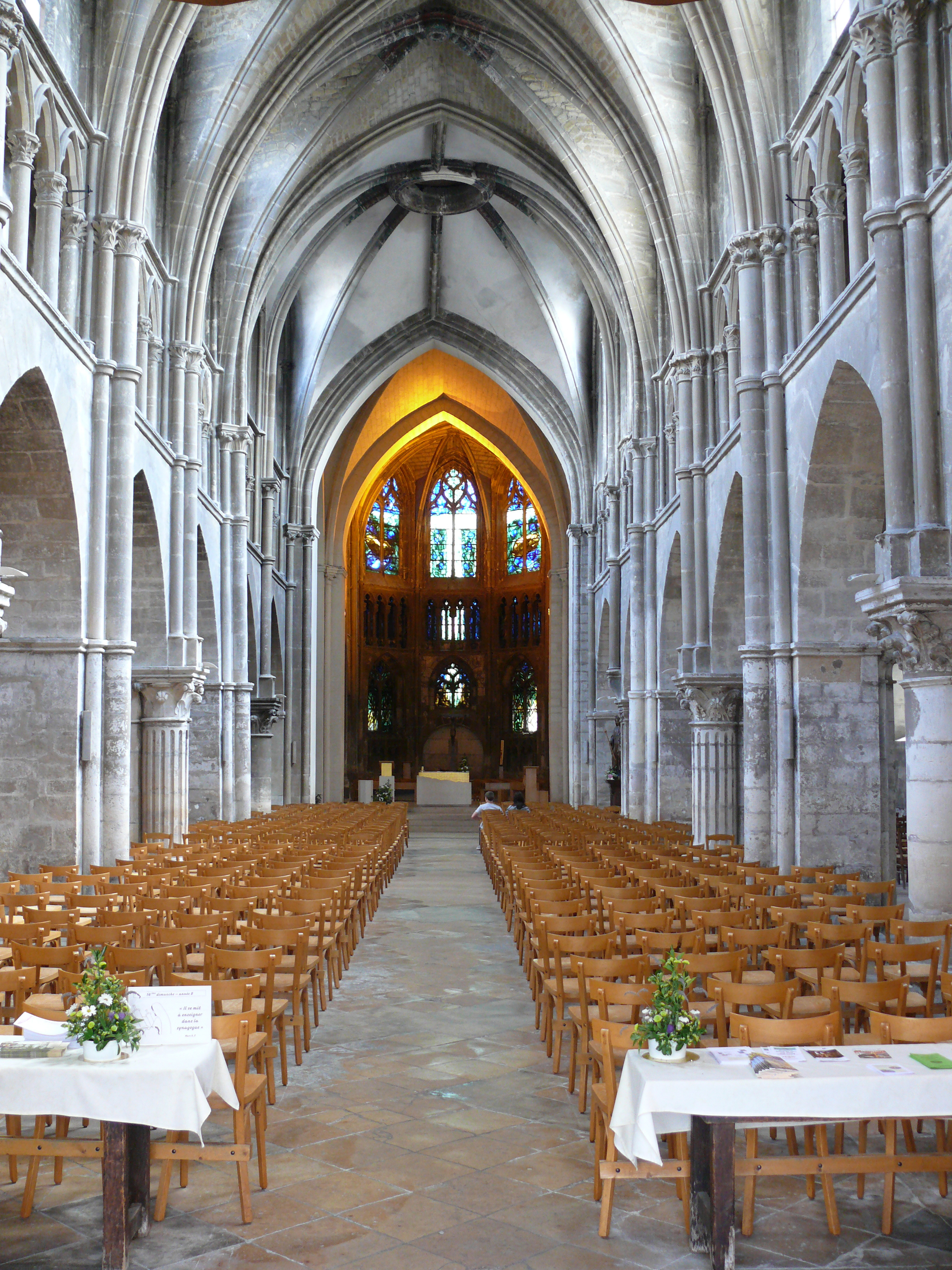
La nef.
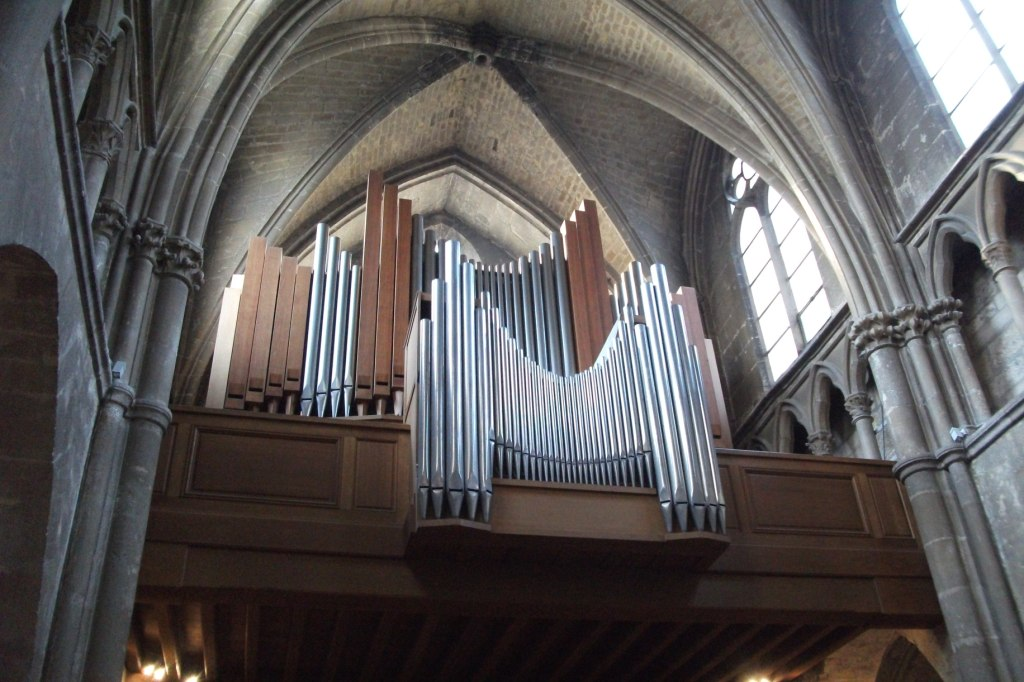
Orgue.
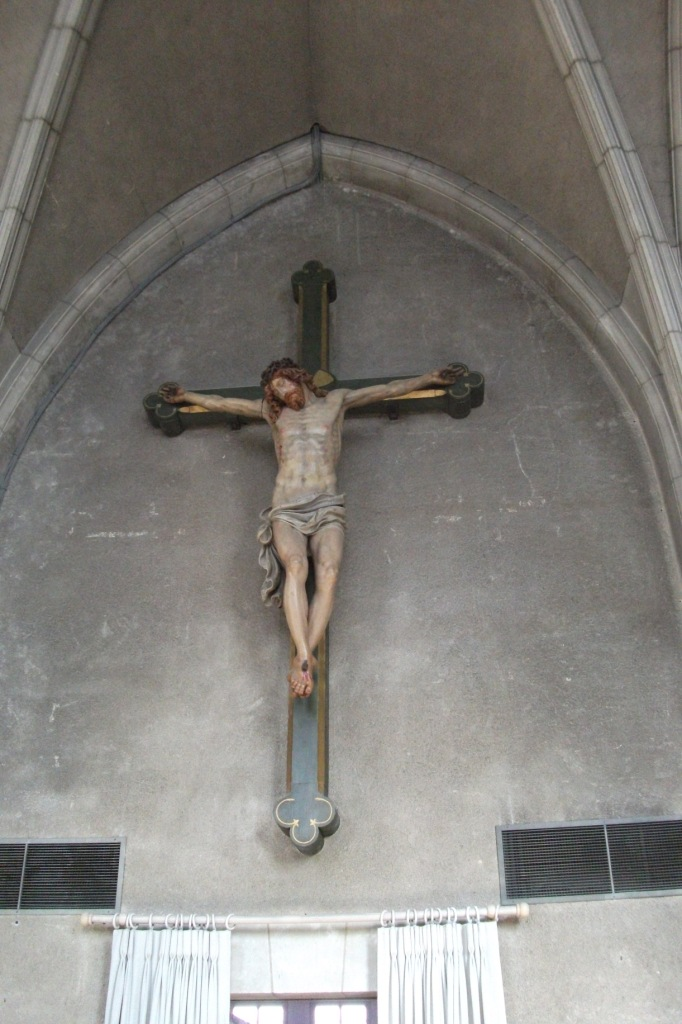
Croix du XVIe siècle[3] provenant de l'ancienne église Saint-Pierre-le-Vieil.
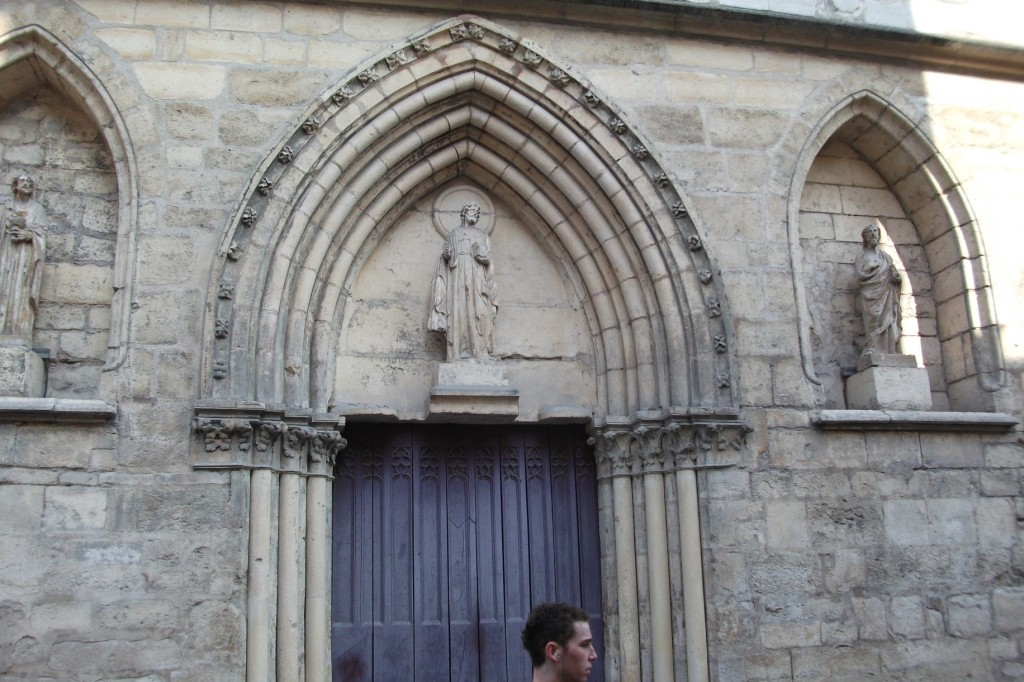
portail occidental.
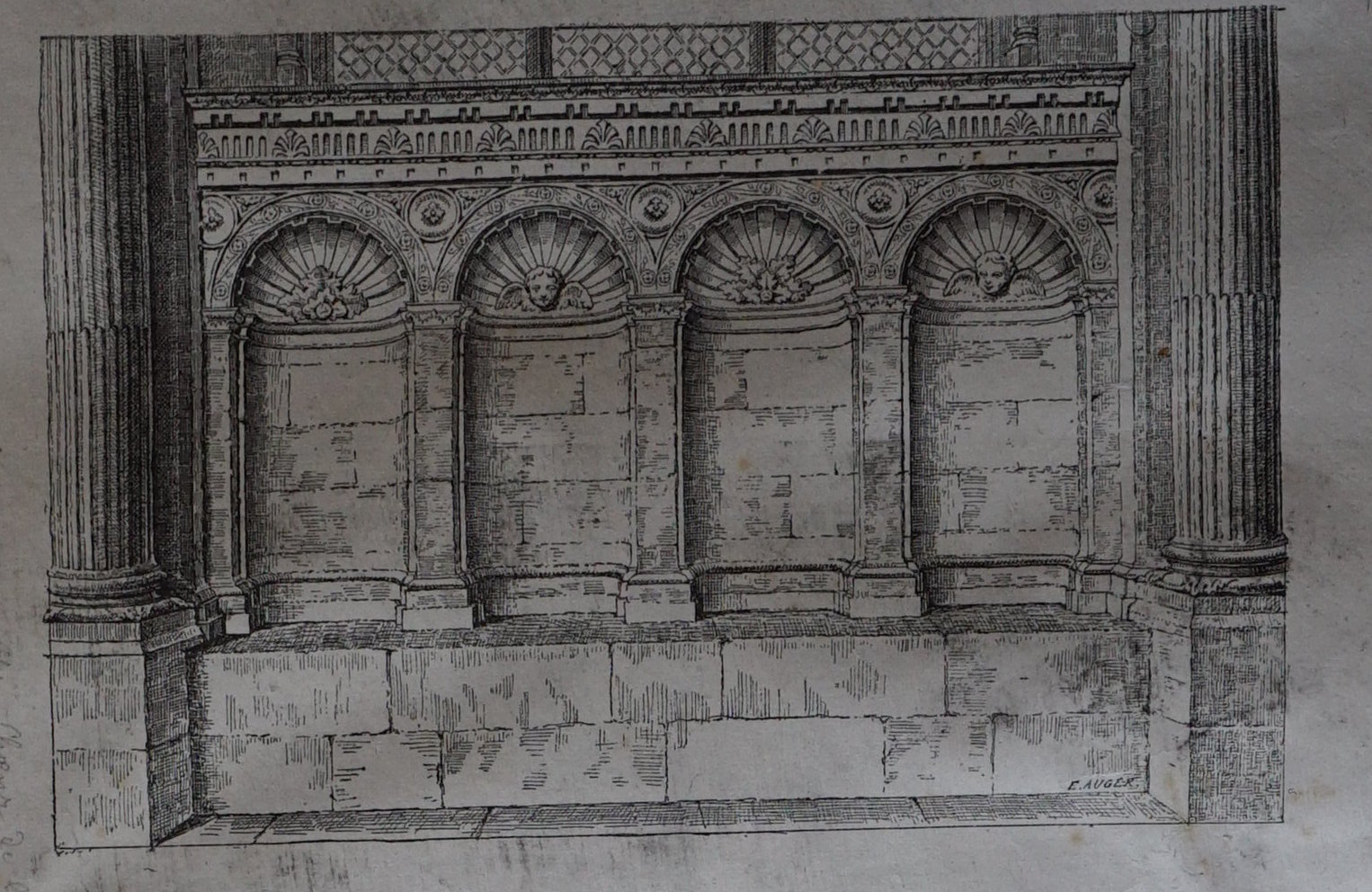
Dessin de Eugène Auger.
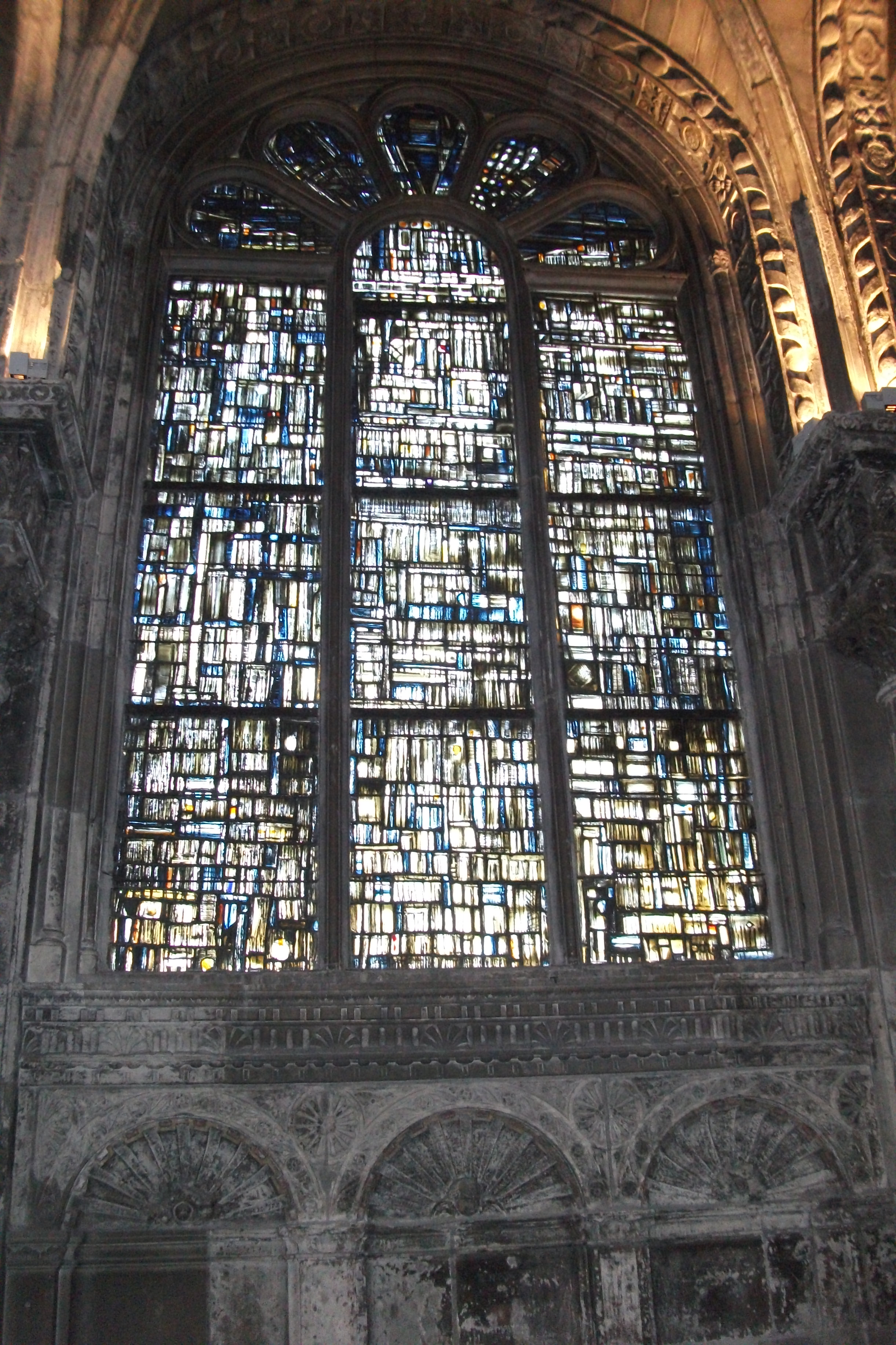
Vitrail de Maria Helena Vieira da Silva.